# Stadio Diego Armando Maradona
Stadio Diego Armando Maradona, tidligere Stadio San Paolo er et fodboldstadion i Napoli, der til daglig benyttes af fodboldklubben, S.S.C. Napoli.
Napoli har siden 1959 spillet på det imponerende Stadio San Paolo. Kapaciteten er 54.726 tilskuere. Kapaciteten har tidligere været langt højere, men efter renoveringer og afskaffelse af ståpladser, er kapaciteten blevet kraftigt reduceret. Napoli har dog Italien's tredje største stadion efter Stadio Olimpico i Rom og San Siro i Milano. Stadionet blev i 1989 restaureret ligesom mange andre stadions i Italien inden VM blev afholdt i Italien i 1990.
Før Napoli flyttede til Stadio San Paolo havde klubben siden sin stiftelse spillet på det senere kendte stadion, Stadio Giorgio Ascarelli. Det blev dog bombet ned under 2. Verdenskrig, og derfor gik man i gang med at bygge Stadio San Paolo. Efterfølgende har det være forslået af Napoli's fans at opkalde stadionet efter Diego Maradona der havde sin storhedstid i netop Napoli. Men det bliver dog ikke til noget lige foreløbig da man ifølge italiensk lov først kan opkalde eksempelvis et stadion efter en person mindst 10 år efter personen's død.